# 세종 송림사 팔상도 초본
세종 송림사 팔상도 초본(世宗 松林寺 八相圖 草本)은 세종특별자치시 송림사에 있는, 조선시대의 팔상도 초본이다. 2015년 6월 10일 세종특별자치시의 유형문화재 제20호로 지정되었다.

## 개요
송림사 팔상도는 비람강생상, 사문유관상, 수하항마상, 녹원전법상, 쌍림열반상의 5장이 남아있으며, 제작시기와 화승에 대한 기록은 없으나 녹원전법상에 “忠淸道公州摩谷寺”란 묵서가 남아있어 마곡사 팔상도 제작을 위해 출초한 것으로 판단된다.
송림사 팔상도 초본은 복잡한 내용을 한 화면에 표현하기 위해 나무와 전각 등을 이용해 공간을 구획하였으며 존상들이 존재감 있게 드러날 수 있도록 최소한의 필선만을 사용하고 나무, 바위, 구름 등 사물에 대한 묘사가 명확하고 정밀하게 표현하였다.
팔상도 초본의 제작 시기는 명확하지 않지만 화풍 상 19세기에 조성된 것으로 판단되며, 조선후기 팔상도에서 그 유형을 찾아볼 수 없는 새로운 형식이 나타나는 등 미술사적 가치가 높고 조선후기 팔상도 연구에 귀중한 자료로 평가된다.

## 규격
- 비람강생상 : 150.3×105.2cm
- 사문유관상 : 148.0×103.4cm
- 수하항마상 : 149.0×104.4cm
- 녹원전법상 : 148.5×102.5cm
- 쌍림열반상 : 150.0×103.8cm

## 참고 자료
- 금남 송림사 팔상도 초본 - 국가유산청 국가유산포털